# Волосистый колчедан
Волоси́стый колчеда́н (нем. haarkies), реже волоси́стый пири́т — русское тривиальное название, которое рудокопы, горняки, геологи и представители других профессий применяли, как минимум, к двум рудным минералам из группы колчеданов,:84 имеющим явно выраженный волокнистый вид.

## Основные значения
- Волосистый колчедан, реже волосови́дный или жёлтый никелевый колчедан — минерал миллерит, расчётная формула NiS;[2]
- Волосистый колчедан (также гребенчатый или листоватый) — минерал марказит (в часто встречающихся игольчатых или волокнистых формах), расчётная формула FeS2;

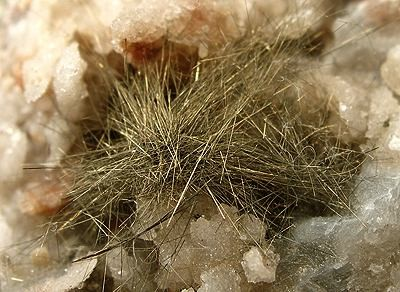
Миллерит
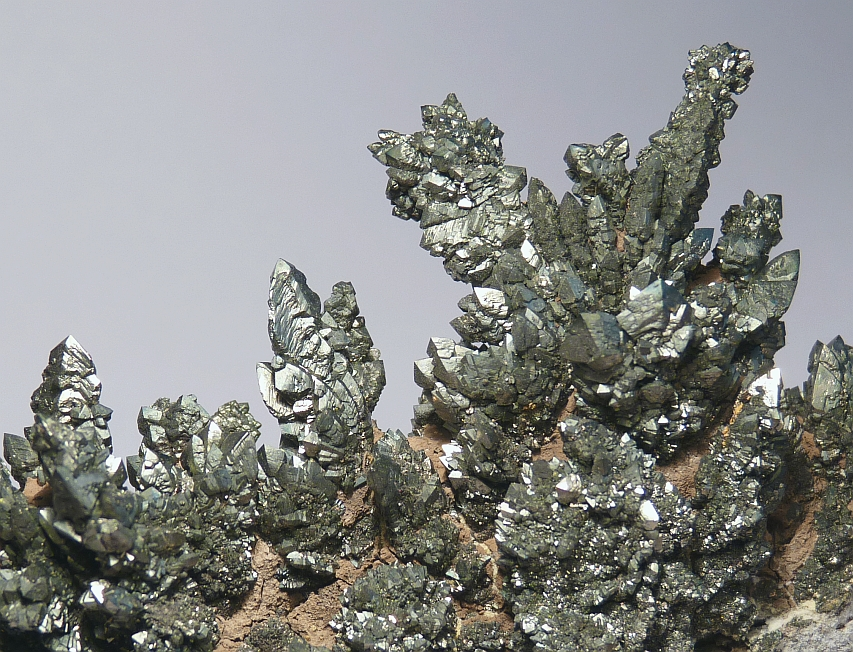
Марказит